# Minidoka megye
Minidoka megye az Amerikai Egyesült Államokban, azon belül Idaho államban található. Megyeszékhelye és legnagyobb városa Rupert. Lakosainak száma 21 613 fő (2020. április 1.). Minidoka megye Blaine, Cassia, Jerome és Lincoln megyékkel határos.

## Népesség
A megye népességének változása:
| Lakosok száma | 20 091 | 20 165 | 20 088 | 20 292 | 20 461 | 21 613 |
|               | 2010   | 2011   | 2012   | 2013   | 2015   | 2020   |